# Johann August von Beyer

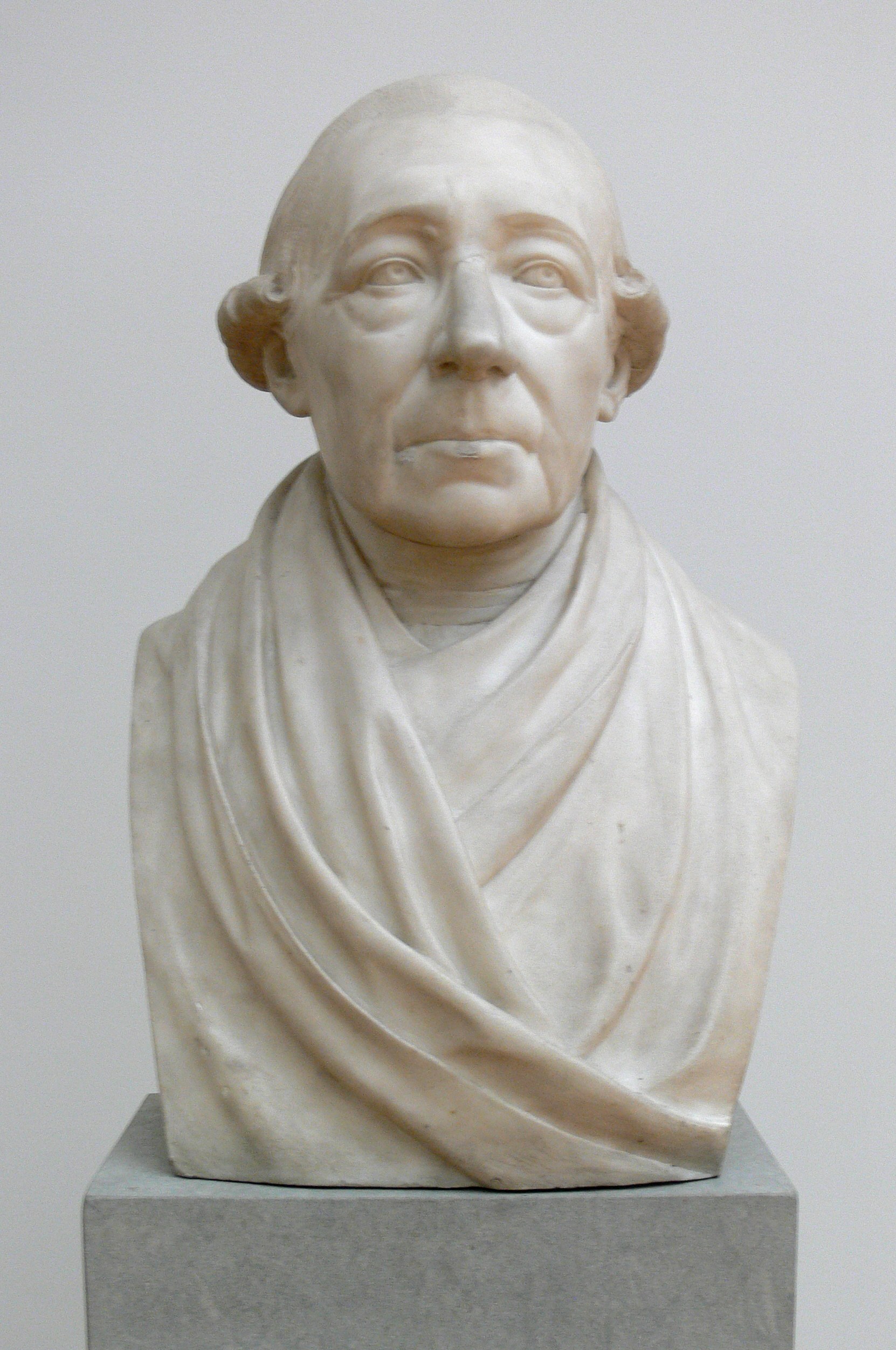
Johann August von Beyer von Johann Gottfried Schadow (1803)

Johann August Beyer, 1786 von Beyer, (* 1730 in Halberstadt; † 14. September 1814 in Berlin) war ein deutscher Beamter und Lyriker.
Seine Eltern waren Johann Albert Beyer († 1750) und dessen Ehefrau Johanna Dorothea Dieterich. Sein Bruder August Friedrich Carl von Beyer (* 6. Oktober 1744; † 23. April 1819) war preußischer Regierungspräsident, sein Bruder Friedrich Eberhard Georg von Beyer war Oberfinanzrat.
Johann August Beyer arbeitete als Kriegs- und Domänenrat in Halberstadt und ging 1766 als Geheimer Ober-Finanz-, Kriegs- und Domänenrat nach Berlin. Außerdem war er Präsident des Oberrevisionskollegiums und erster Direktor der Gesetzeskommission. Am 5. Oktober 1786 wurde er gemeinsam mit seinen Brüdern geadelt.
Beyer gab 1756 anonym zwei Gedichtsammlungen heraus: „Kleine Lieder“ und „Vermischte Poesien“. Er war mit Gleim befreundet und widmete diesem seinen ersten Gedichtband.
Er war mit einer Dieterich verheiratet. Seine Tochter Luise heiratete den Rittmeister Wilhelm Heinrich Franz Rimpert von Pieper und nach dessen Tod Hermann Heinrich von Wylich und Lottum (* 24. September 1797; † 9. November 1859), einen Sohn des Generals Carl Friedrich Heinrich von Wylich und Lottum.